# وقتی گربه می‌آید
وقتی گربه می‌آید (چکی: Až přijde kocour) یک فیلم در ژانر کمدی رمانتیک به کارگردانی وویچخ یاسنی است که در سال ۱۹۶۳ منتشر شد. این فیلم برنده جایزه هیئت داوران جشنواره کن شده‌است.

## بازیگران
- ولاستیمیل برودسکی
- امیلیا واشاریووا
- ولادیمیر منشیک
- یان وریخ
- ولاستا خراموستووا
- ییژینا بوهدالووا
- استلا زازورکووا